# 泉灣鎮區 (伊利諾伊州伍德福德縣)
泉灣鎮區（英語：Spring Bay Township）是位於美國伊利諾伊州伍德福德縣的一個行政鎮區。

## 地方資料
根據2010年美國人口普查的數據，泉灣鎮區的面積為43.80平方千米，當中陸地面積為26.60平方千米，而水域面積為17.20平方千米。當地共有人口2685人，而人口密度為每平方千米61.3人。